# دسنو
دسنو (به لهستانی:  Desno) یک روستا در لهستان است که در گمینا خالینوو واقع شده‌است.